# Futsal Isola 2016-2017
Questa pagina raccoglie i dati riguardanti la Futsal Isola, squadra di calcio a 5 militante in serie A, nelle competizioni ufficiali del 2016-2017.

## Trasferimenti

### Sessione estiva
| Pedro Espíndola  | Kaos         |
| Laion De Freitas | Partenope    |
| Marco Galati     | Italpol Roma |
| Stefano Pilloni  | Lazio        |
| Vinícius Scola   | Juventude    |

| Marco Bastianelli | Aranova             |
| Dariush Djelveh   | Ciampino Anni Nuovi |
| Antonio Mongelli  | Capitolina Marconi  |
| Papú              | Ciampino Anni Nuovi |

### Sessione invernale
| Felipe Arteiro | Feldi Eboli   |
| Manuel Casas   | UA Ceuta      |
| Luca Leofreddi | Real Dem      |
| Acaymo Martín  | Mouvaux-Lille |

| Andrea Basile    | Cogianco           |
| Laion De Freitas | Lazio              |
| Valerio Lutta    | Lido di Ostia      |
| Marcelo Moreira  | Mirafin            |
| Andrea Rubei     | Capitolina Marconi |

## Organico

### Prima squadra
| N° | Naz.                 | Ruolo      | Sportivo            | Anno     |  |  |
| -- | -------------------- | ---------- | ------------------- | -------- |  |  |
| 1  | Italia (bandiera)    | POR        | Marco Galati        | 23.06.83 |  |  |
| 2  | Brasile (bandiera)   | POR        | Laion De Freitas    | 28.05.89 |  |  |
| 4  | Italia (bandiera)    | LAT        | Valerio Lutta       | 12.06.91 |  |  |
| 5  | Italia (bandiera)    | UNI        | Giuseppe Mentasti   | 06.06.91 |  |  |
| 8  | Argentina (bandiera) | DIF        | Gustavo Arribas     | 04.01.79 |  |  |
| 9  | Spagna (bandiera)    | DIF        | Acaymo Martín       | 20.03.82 |  |  |
| 10 | Italia (bandiera)    | PIV        | Andrea Rubei        | 20.12.66 |  |  |
| 11 | Italia (bandiera)    | LAT        | Alessandro Zoppo    | 26.01.91 |  |  |
| 12 | Italia (bandiera)    | POR        | Andrea Basile       | 25.12.93 |  |  |
| 15 | Brasile (bandiera)   | DIF        | Pedro Espíndola     | 12.07.93 |  |  |
| 17 | /                    | LAT        | Felipe Arteiro      | 17.12.88 |  |  |
| 17 | /                    | PIV        | Marcelo Moreira     | 17.01.78 |  |  |
| 18 | Italia (bandiera)    | LAT        | Stefano Pilloni     | 22.01.84 |  |  |
| 19 | Brasile (bandiera)   | LAT        | Marcelinho          | 05.08.89 |  |  |
| 23 | Italia (bandiera)    | POR        | Luca Leofreddi      | 24.09.80 |  |  |
| 28 | Brasile (bandiera)   | LAT        | Vinícius Scola      | 14.02.90 |  |  |
| 29 | Spagna (bandiera)    | PIV        | Manuel Casas        | 10.07.94 |  |  |
| 30 | Brasile (bandiera)   | LAT        | Rodrigo Emer        | 09.05.87 |  |  |
| -  | Italia (bandiera)    | Allenatore | Gianfranco Angelini | 21.07.74 |  |  |

### Under-21
| N° | Naz.              | Ruolo | Sportivo         | Anno     |  |  |
| -- | ----------------- | ----- | ---------------- | -------- |  |  |
| 12 | Italia (bandiera) | POR   | Cristian Cerulli | 16.06.98 |  |  |
| 21 | Italia (bandiera) | DIF   | Mattia Mazzuca   | 26.03.95 |  |  |
| ?  | Italia (bandiera) | LAT   | Dario Terlini    | 15.11.95 |  |  |
| ?  | Italia (bandiera) | LAT   | Daniele Zaza     | 07.07.96 |  |  |